# 彦野利勝
彦野 利勝（ひこの としかつ、1964年10月12日 - ）は、愛知県名古屋市出身（石川県金沢市生まれ）の元プロ野球選手（外野手）。

## 経歴

### プロ入り前
愛知高では2年生の時、3番打者、中堅手として1981年夏の甲子園県予選決勝に進出するが、工藤公康を擁する名古屋電気高に惜敗。翌1982年にはエースとして春の選抜に出場。2回戦（初戦）で横浜商の三浦将明に抑えられ敗退。同年夏の甲子園県予選では準々決勝で野中徹博、紀藤真琴を擁する中京高に敗れ、夏の甲子園には届かなかった。
1982年のプロ野球ドラフト会議で中日ドラゴンズから5位指名を受け入団。入団当初の背番号は57。投手から外野手に転向する。

### プロ入り後
1983年、1984年の2年間は一軍での出場はなかった。
1985年に一軍初出場を果たしたが、散発的な出場に終わる。
1987年に一軍定着。
1988年には「長打力のある1番センター」＝核弾頭として.273、15本塁打を記録し6年振りのリーグ優勝に大きく貢献した。同年の日本シリーズでは、高校時代のライバルであった西武・工藤公康から初回先頭打者本塁打（第3戦・西武ライオンズ球場）を放つ。ポストシーズンでの初回先頭打者アーチは高木守道以来14年振り。
1989年には自己最高の26本塁打を放ち、オールスターゲームにも監督推薦で初出場。藤井寺球場で行われた第2戦で同い年の西崎幸広から決勝本塁打を放ち、同試合のMVPを獲得。同年のベストナインにも選出された。
1990年はオールスターゲームにファン投票選出された。打撃面では.249、12本塁打と前年の成績を下回ったが、強肩を活かした守備が評価され、1988年から3年連続でゴールデングラブ賞を受賞。
1991年6月18日、ナゴヤ球場での横浜大洋戦で盛田幸妃からサヨナラ本塁打を放ち一塁ベースを回った所で転倒。脚を痛めて走塁ができなくなり退場し、代走の山口幸司がホームインした。当初は捻挫と診断されていたが、その後の検査で右膝の靭帯が断裂していることが判明し、長期離脱を余儀なくされた。本塁打後のアクシデントで代走がホームインしたのは、日本プロ野球史上2例目のことであった。
1992年から背番号を8に変更。
1994年は118試合に出場してレギュラーに再定着。4年ぶりに規定打席に到達し自己最高となる打率.284を記録した。序盤一時打率1位をキープするなど活躍しオールスターゲームにも監督推薦で出場。地元ナゴヤ球場での第2戦に先発出場し、1本塁打を含む2安打2打点の活躍で、優秀選手賞を獲得した。10.8決戦でも活躍し、カムバック賞を受賞した。
1995年、この年以降から徐々にスタメン機会を若手に奪われ、主に代打の切り札として起用されるようになる。
1997年は代打で33打数・18打点を記録するなど、抜群の勝負強さを発揮した。
1998年からは李鍾範の加入に伴い、背番号が入団当初の57に戻った。開幕こそ一軍だったが、出場した6試合すべて代打での出場で5打数無安打1四球と精彩を欠き、5月に選手登録を抹消後、引退試合まで一軍登録されることはなかった。
1998年10月3日、ナゴヤドームでの対阪神タイガース戦が引退試合となり、全盛期の1番・センターで先発出場し、試合後は引退セレモニーが行われた。

### 引退後
1999年から2011年まで中部日本放送野球解説者・中日スポーツ野球評論家を務めたほか、自身主催の野球教室も開催した。
2012年より中日二軍打撃コーチに就任することが発表され、14年ぶりにユニフォームを着ることとなった。
2013年からは宇野勝と入れ替わりで一軍打撃コーチに転任する。
2013年10月15日に球団より来季の契約を結ばない旨が発表された。
2014年からはCBCテレビ・CBCラジオの野球解説者、中日スポーツ野球評論家を務める
。
引退後は少年野球指導に取り組んでおり、新瑞バッティングセンターで、彦野利勝バッティング教室を続けている。

## 選手としての特徴・人物
現役時代はパンチ力を兼ね備えたリードオフマンとして活躍した。また、巨人の桑田真澄や広島の大野豊など敵チームのエース級投手に強く、思い切りの良い打撃とガッツ溢れるプレーが持ち味であった。晩年は代打の切り札として卓越した勝負強さを見せている。さらに、軽く投げて100メートルという強肩を生かした中堅の守備は最大の武器であり、1988年からは3年連続でゴールデングラブ賞を受賞している。
バットスイング時、左右の手の間にかなりの隙間が開く珍しいグリップの握り方をしていた。

## 詳細情報

### 年度別打撃成績
| 年 度      | 球 団      | 試 合 | 打 席 | 打 数 | 得 点 | 安 打 | 二 塁 打 | 三 塁 打 | 本 塁 打 | 塁 打 | 打 点 | 盗 塁 | 盗 塁 死 | 犠 打 | 犠 飛 | 四 球 | 敬 遠 | 死 球 | 三 振 | 併 殺 打 | 打 率 | 出 塁 率 | 長 打 率 | O P S |
| ---------- | ---------- | ----- | ----- | ----- | ----- | ----- | -------- | -------- | -------- | ----- | ----- | ----- | -------- | ----- | ----- | ----- | ----- | ----- | ----- | -------- | ----- | -------- | -------- | ----- |
| 1985       | 中日       | 11    | 7     | 6     | 3     | 2     | 0        | 0        | 1        | 5     | 1     | 0     | 1        | 0     | 0     | 1     | 0     | 0     | 3     | 0        | .333  | .429     | .833     | 1.262 |
| 1986       | 中日       | 19    | 23    | 21    | 4     | 5     | 0        | 0        | 0        | 5     | 2     | 1     | 0        | 0     | 0     | 2     | 0     | 0     | 4     | 0        | .238  | .304     | .238     | .542  |
| 1987       | 中日       | 101   | 341   | 311   | 51    | 79    | 21       | 1        | 11       | 135   | 30    | 2     | 5        | 8     | 2     | 17    | 0     | 3     | 77    | 4        | .254  | .297     | .434     | .731  |
| 1988       | 中日       | 113   | 432   | 374   | 53    | 102   | 25       | 2        | 15       | 176   | 47    | 9     | 9        | 16    | 1     | 33    | 2     | 8     | 67    | 1        | .273  | .344     | .471     | .815  |
| 1989       | 中日       | 125   | 551   | 454   | 83    | 125   | 21       | 3        | 26       | 230   | 59    | 10    | 10       | 15    | 4     | 71    | 5     | 7     | 82    | 6        | .275  | .379     | .507     | .886  |
| 1990       | 中日       | 109   | 418   | 353   | 41    | 88    | 14       | 0        | 12       | 138   | 42    | 7     | 8        | 14    | 0     | 44    | 3     | 7     | 51    | 7        | .249  | .344     | .391     | .735  |
| 1991       | 中日       | 42    | 127   | 97    | 18    | 31    | 4        | 0        | 3        | 44    | 18    | 0     | 0        | 1     | 2     | 23    | 0     | 4     | 13    | 4        | .320  | .460     | .454     | .914  |
| 1992       | 中日       | 23    | 29    | 28    | 0     | 3     | 1        | 0        | 0        | 4     | 2     | 0     | 0        | 0     | 0     | 1     | 0     | 0     | 11    | 0        | .107  | .138     | .143     | .281  |
| 1993       | 中日       | 95    | 227   | 196   | 21    | 51    | 9        | 0        | 6        | 78    | 29    | 0     | 1        | 2     | 1     | 24    | 0     | 4     | 50    | 10       | .260  | .351     | .398     | .749  |
| 1994       | 中日       | 118   | 418   | 363   | 41    | 103   | 17       | 3        | 6        | 144   | 49    | 1     | 1        | 3     | 4     | 45    | 1     | 3     | 61    | 14       | .284  | .364     | .397     | .761  |
| 1995       | 中日       | 93    | 213   | 181   | 14    | 39    | 10       | 0        | 1        | 52    | 20    | 0     | 1        | 2     | 0     | 27    | 1     | 3     | 28    | 6        | .215  | .327     | .287     | .614  |
| 1996       | 中日       | 67    | 131   | 111   | 11    | 30    | 6        | 0        | 3        | 45    | 22    | 0     | 0        | 0     | 1     | 17    | 0     | 2     | 17    | 2        | .270  | .374     | .405     | .779  |
| 1997       | 中日       | 42    | 42    | 36    | 2     | 11    | 3        | 0        | 1        | 17    | 19    | 0     | 0        | 0     | 1     | 5     | 1     | 0     | 8     | 1        | .306  | .381     | .472     | .853  |
| 1998       | 中日       | 7     | 7     | 6     | 1     | 0     | 0        | 0        | 0        | 0     | 0     | 0     | 0        | 0     | 0     | 1     | 1     | 0     | 3     | 0        | .000  | .143     | .000     | .143  |
| 通算：14年 | 通算：14年 | 965   | 2966  | 2537  | 343   | 669   | 131      | 9        | 85       | 1073  | 340   | 30    | 36       | 61    | 16    | 311   | 14    | 41    | 475   | 55       | .264  | .351     | .423     | .774  |

- 各年度の太字はリーグ最高

### 表彰
- ベストナイン：1回（外野手 1989年）
- ゴールデングラブ賞：3回（外野手 1988年 - 1990年）
- カムバック賞（1994年）
- オールスターゲームMVP：1回 （1989年 第2戦）
- オールスターゲーム優秀選手: 1回

(1994年 第2戦)

### 記録
初記録
- 初出場：1985年6月21日、対読売ジャイアンツ12回戦（ナゴヤ球場）、8回裏に豊田誠佑の代打として出場
- 初安打：1985年7月14日、対横浜大洋ホエールズ13回戦（県営宮城球場）、9回表に曽田康二の代打として出場、遠藤一彦から
- 初本塁打・初打点：1985年10月24日、対広島東洋カープ25回戦（広島市民球場）、9回表に鈴木孝政の代打として出場、白武佳久からソロ
- 初先発出場：1986年10月15日、対ヤクルトスワローズ25回戦（明治神宮野球場）、7番・右翼手として先発出場

その他の記録
- オールスターゲーム出場：3回（1989年、1990年、1994年）

### 背番号
- 57 （1983年 - 1991年、1998年）
- 8 （1992年 - 1997年）
- 81 （2012年 - 2013年）

## 関連情報

### 出演番組
- サンデードラゴンズ
- 侍プロ野球
- J SPORTS STADIUM（中部日本放送製作分）
- CBCドラゴンズナイター
- 久野誠のドラゴンズワールド
- 彦野利勝スポーツBEAT
- 彦野利勝のウニャウニャウニャウニャ

### ディスコグラフィ
- 「愛する君のために生まれかわりたい」（作詞：佐々木積善、作曲：原淳、キングレコード、1995年3月24日発売、型番：KIDD-1481）